# Adélaïde-Louise d'Eckmühl de Blocqueville
Pour les autres membres de la famille, voir Famille d'Avout.

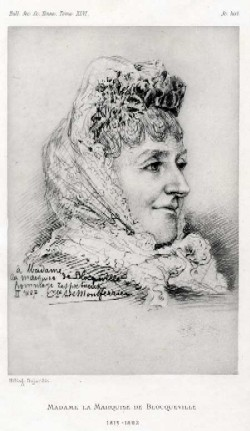
La marquise en 1882.
Lors de la représentation de la comédie d'Édouard Pailleron Le Monde où l'on s'ennuie au Théâtre-Français en 1881, tout Paris s'étonna de la ressemblance de la marquise avec l'actrice Madeleine Brohan, qui y jouait le rôle d'une vieille duchesse aux réparties spirituelles.

Adélaïde-Louise d'Eckmühl de Blocqueville, née à Paris le 8 juillet 1815 où elle est morte le 7 octobre 1892, est une femme de lettres et poétesse française. Dernière fille de Louis Nicolas Davout, elle consacra une large part de sa vie à honorer la mémoire du « glorieux maréchal » de Napoléon.

## Biographie
Adélaïde-Louise Davout épouse en 1835 un maréchal de camp de vingt-six ans son aîné, Edmond François de Coulibœuf, marquis de Blocqueville. Elle brille à la cour de Louis-Philippe et s'attire l'amitié affectueuse de la reine Marie-Amélie. Elle publie son premier roman, Perdita, en 1859. Devenue veuve en 1861, elle tient salon dans son hôtel parisien où se croisent de nombreuses personnalités du monde politique, artistique et littéraire, parmi lesquelles Dominique Ingres, Adolphe Thiers, Henri Lacordaire, Octave Feuillet, Elme-Marie Caro, Charles Ernest Beulé, Victor Cousin, Camille Saint-Saëns à qui elle offrira une série de tambourins (collection Musée de Dieppe) ou encore Franz Liszt. En 1868, ce dernier compose en l'honneur de la marquise un portrait musical. L'un des visiteurs les plus assidus est Jules Claretie, qui écrit :

« Son salon du quai Malaquais fut un des derniers salons parisiens où l'on pût causer non seulement des petits événements de la journée mais des hautes questions littéraires, sans l'ombre de pédantisme ou d'apprêt. […] La fille de Davout y occupait, au premier étage, un appartement meublé avec un goût exquis, le salon, tout peuplé des souvenirs de l'Empire, donnant sur un boudoir tendu de soieries chinoises précieusement brodées. […] Ce salon de Mme de Blocqueville avait sa physionomie particulière, avec la statue de bronze de Davout, qui, la main sur son bâton de maréchal, semblait présider aux réunions de la marquise. »

En 1874, la marquise publie Les Soirées de la villa des Jasmins, où elle fait le portrait de quatre amis « qui s'entretiennent de l'âme et de ses destinées, des mystères insondables du cœur humain et discutent mille questions diverses de philosophie, de littérature et d'art » ; on y trouve, écrit le critique du Journal des savants, « au milieu de bien des longueurs, beaucoup d'idées généreuses, de nobles élans, de fines observations, des pensées justes et élevées. »
À partir de 1879, elle publie plusieurs volumes consacrés à la mémoire de son père ainsi que plusieurs recueils de poésie. À l'Académie des Jeux floraux, qui lui a conféré en 1878 le titre de maître ès jeux, elle institue en 1880 le prix Eckmühl, un concours bisannuel qui récompense d'un jasmin d'or le meilleur essai sur un sujet de philosophie chrétienne. Elle fonde ensuite un musée, la Salle d'Eckmühl à Auxerre, auquel elle fait don de nombreux souvenirs de famille. En 1885, elle lègue par testament une somme de 300 000 francs destinée à la construction du célèbre phare d'Eckmühl à Penmarc'h.
Elle est inhumée au cimetière du Père-Lachaise (28e division).

## Œuvres
- Perdita (1859) lire en ligne sur Gallica
- Chrétienne et musulman (1861). Réédite en 1892 sous le titre Stella et Mohammed, ou Chrétienne et musulman. Texte en ligne sur Gallica
- Le Prisme de l'âme, étude (1863)
- Rome (1865) Texte en ligne sur Gallica
- Les Soirées de la villa des Jasmins (4 volumes, 1874)
- Le Maréchal Davout, prince d'Eckmühl, raconté par les siens et par lui-même (4 volumes, 1879-1880)
- Roses de Noël. Pensées d'hiver (1884)
- Pensées d'un pape (Clément XIV), publiées par la Mise de Blocqueville (1885)
- A.-L. d'Eckmühl, Mise de Blocqueville. Le maréchal Davout, prince d'Eckmühl. Correspondance inédite, 1790-1815. Pologne, Russie, Hambourg (1887) lire en ligne sur Gallica
- Chrysanthèmes, pensées d'automne (1888)
- À travers l'Invisible (1891)
- Pensées et souvenirs (1894)
- Un prêté rendu, proverbe (s.d.)

## Pour approfondir